# Кременчуки

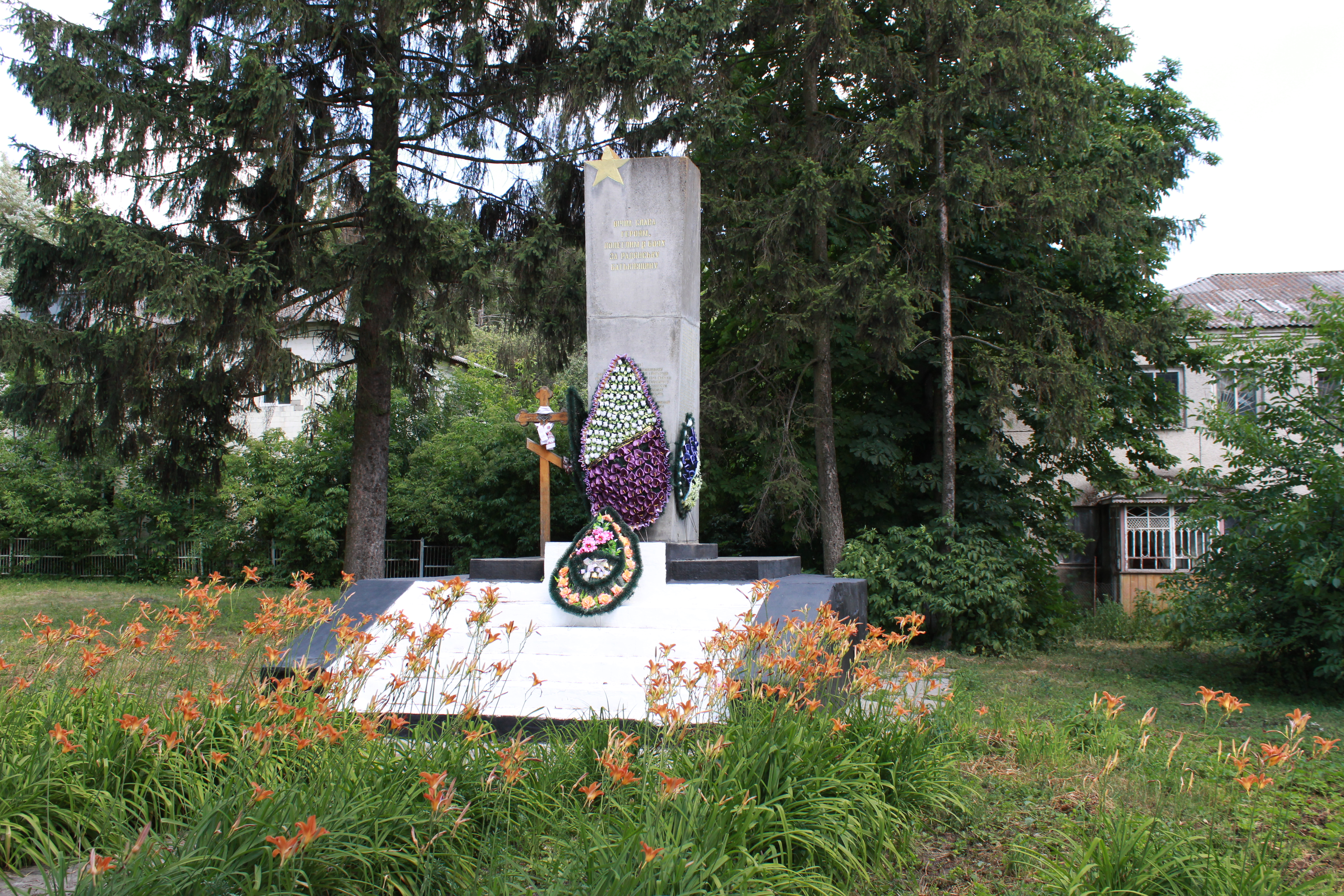
Пам"ятник в селі

Кременчуки — село в Україні, у Антонінській селищній громаді Хмельницького району Хмельницької області. Населення становить 1233 осіб.

## Географія
Селом протікає річка Безіменна, ліва притока Ікопоті.

## Історія
- Перша згадка про село зустрічається 1444 року. В грамоті Великого князя Литовського Свидригайла надається слузі Михайлу Олехновичу ряд сіл. В грамоті йшлося про передачу села Кременчуки, Красилів, Катюржинці.
- Станом на останню чверть XV cт. в селі нараховувалосяблизько 23 господарств. Існувала община, на чолі якої стояв староста, який був обраний з селян.
- 1850 року в селі було засновано фабрику з виробництва цукру.

- У 1906 році село Антонінської волості Ізяславського повіту Волинської губернії. Відстань від повітового міста 40 верст, від волості 8. Дворів 74, мешканців 693[1].
- 7 (20) листопада 1917 року, відповідно до.Третього Універсалу Української Центральної Ради, увійшло до складу Української Народної Республіки[2].
- 12 червня 2020 року, відповідно до розпорядження Кабінету Міністрів України № 727-р «Про визначення адміністративних центрів та затвердження територій територіальних громад Хмельницької області», увійшло до складу Антонінської селищної громади.[3] 19 липня 2020 року, після ліквідації Красилівського району, село увійшло до Хмельницького району.[4] До 2020 орган місцевого самоврядування — Кременчуківська сільська рада.

## Освіта
- Кременчуківська ЗОШ.

## Галерея

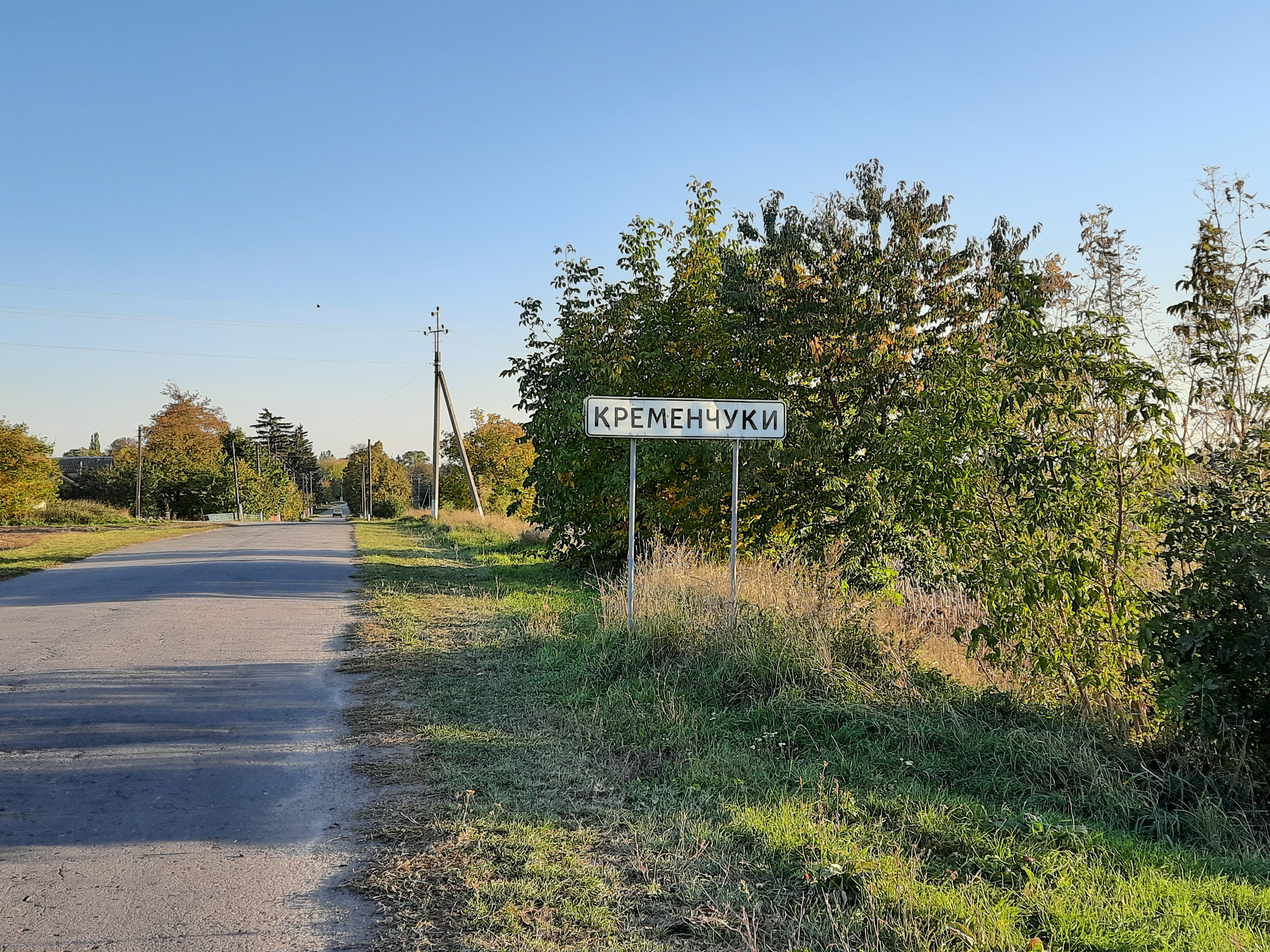
Дорожній знак при в'їзді в село
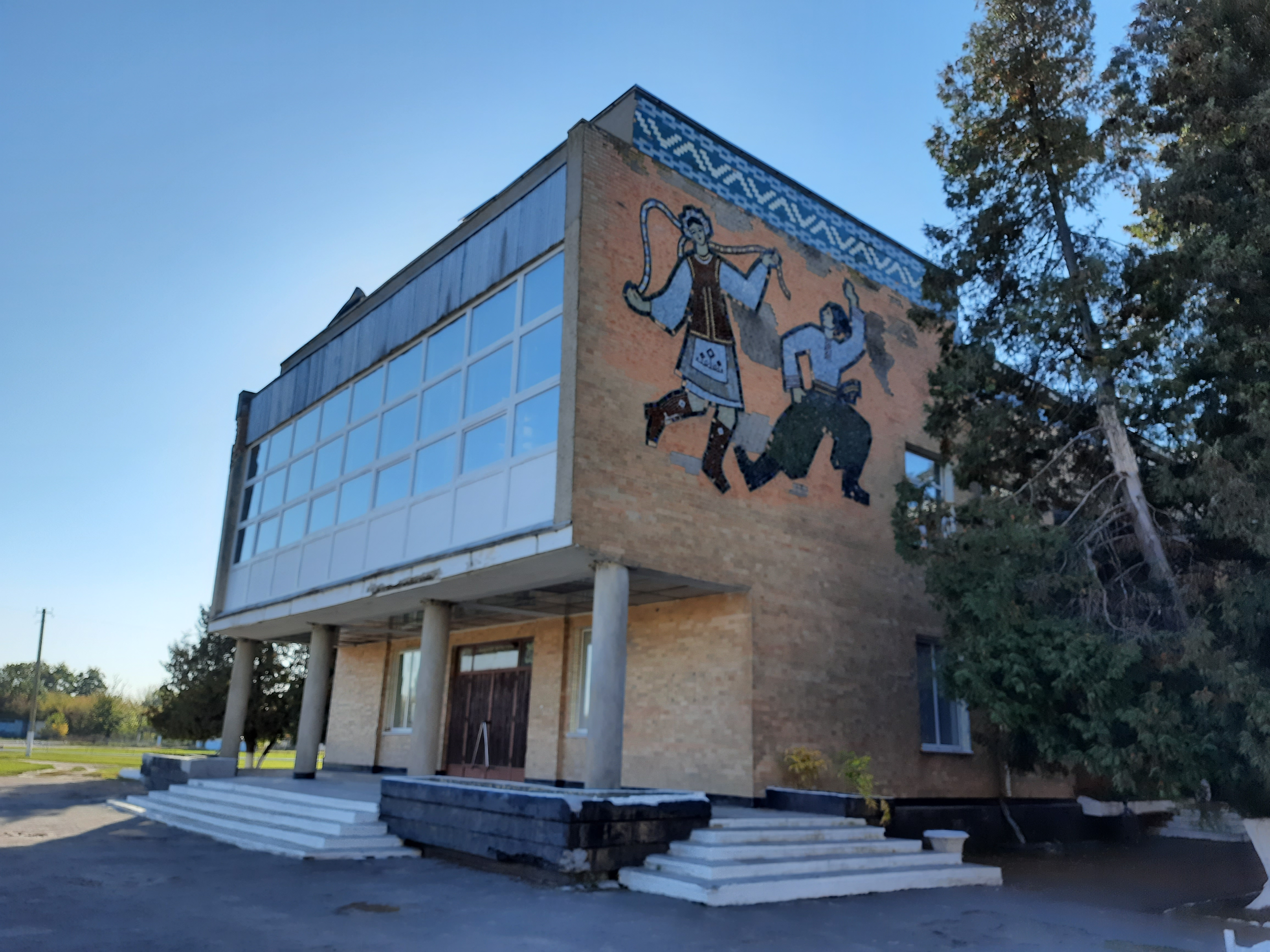
Будинок культури
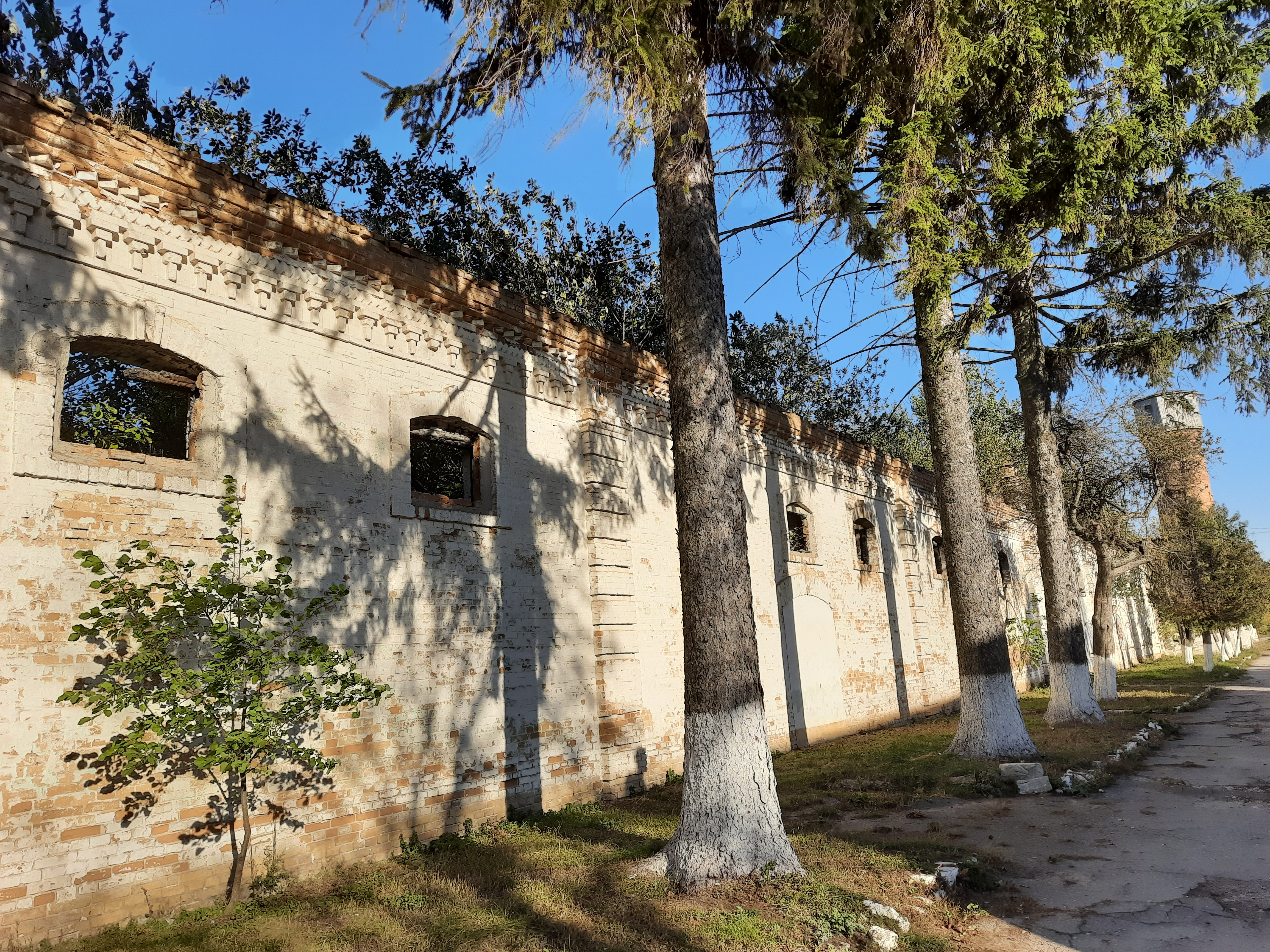
Цукроварня
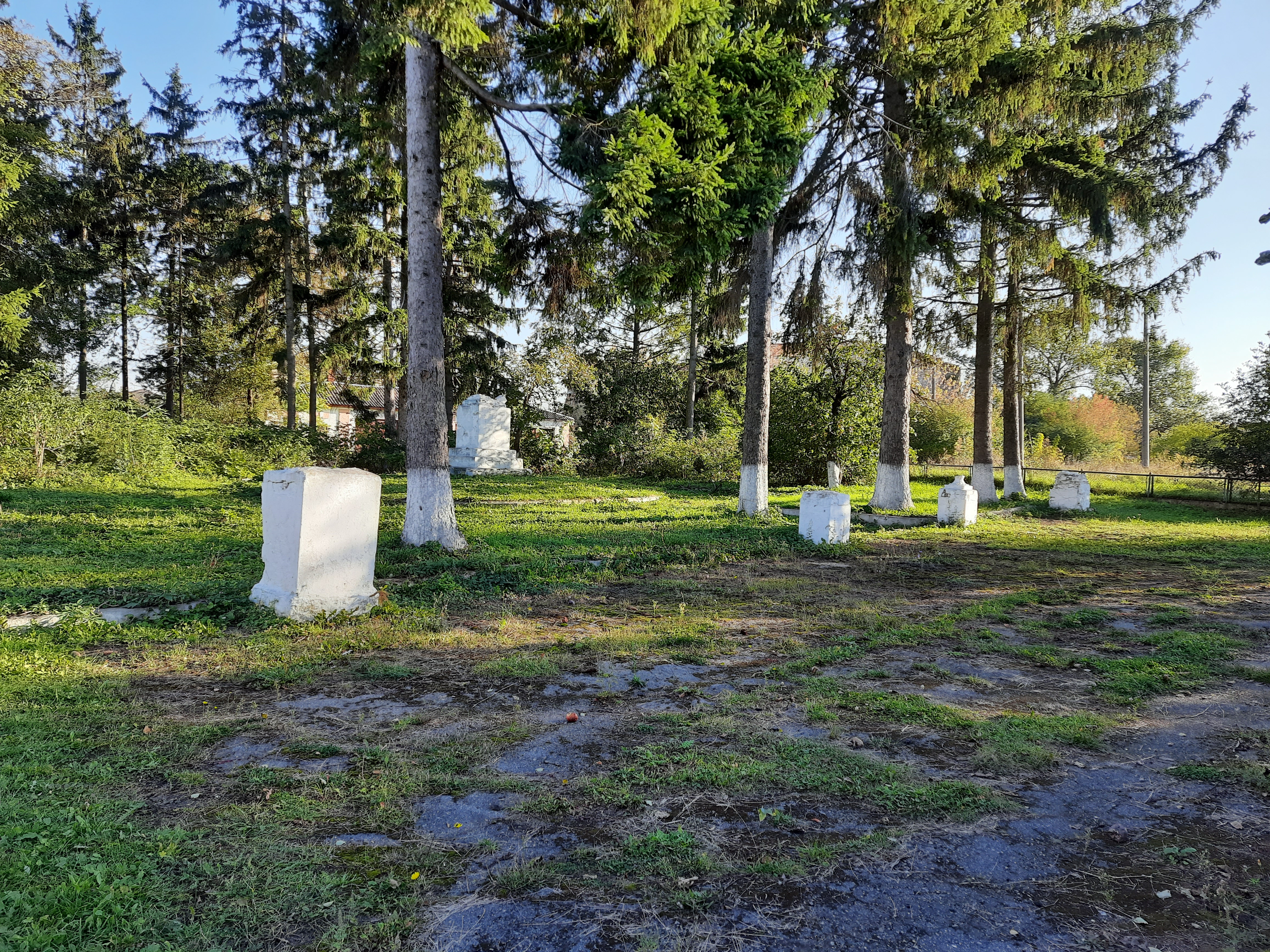
Сільський пейзаж
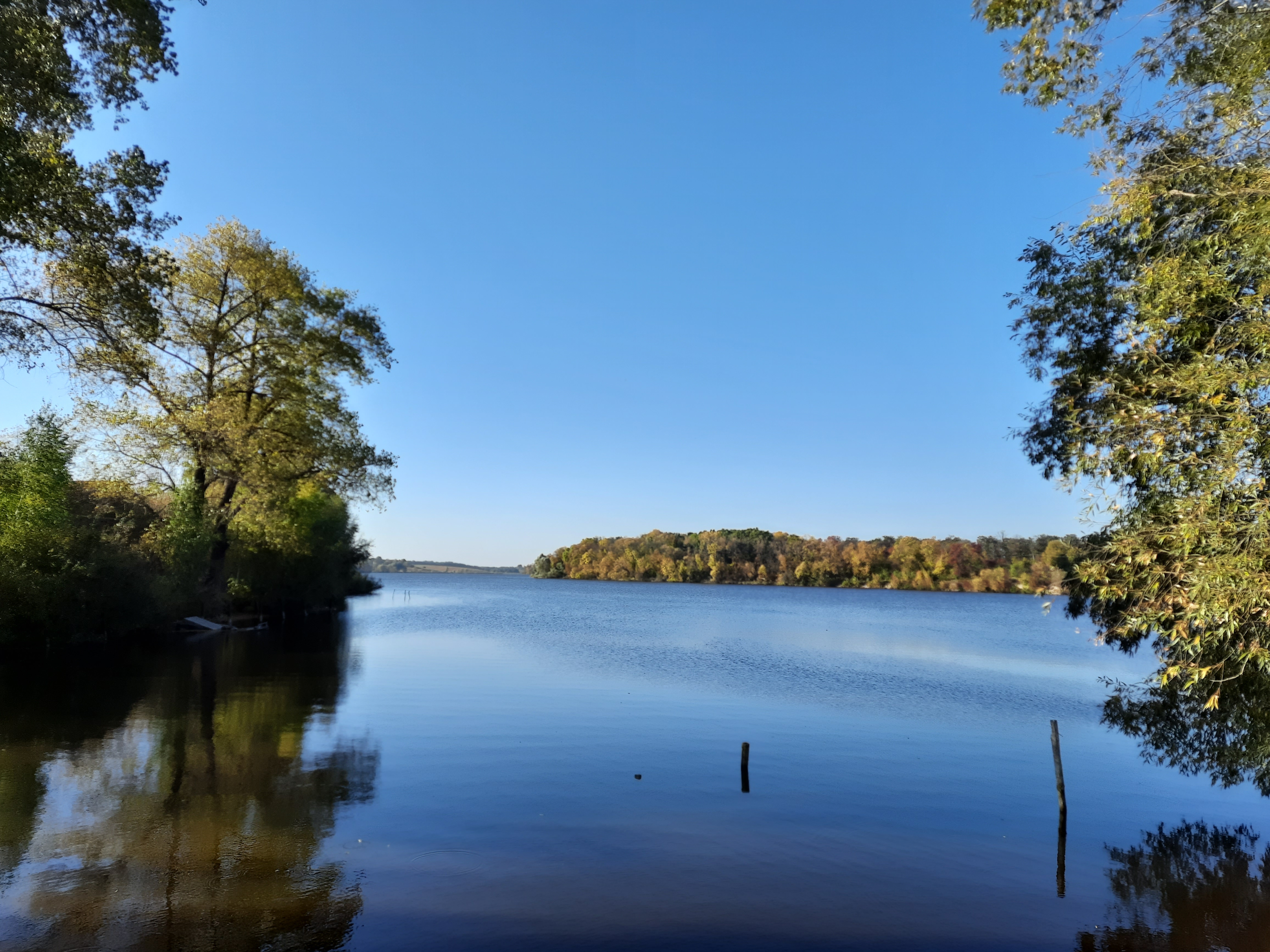
Став біля села